# Oribella borealis
Oribella borealis är en spindeldjursart som beskrevs av Rainer Willmann 1943. Oribella borealis ingår i släktet Oribella, och familjen Banksinomidae. Arten är reproducerande i Sverige.